# Águia-marcial
A águia-marcial (Polemaetus bellicosus) é uma águia africana, encontrada do Senegal à Somália e África do Sul.